# Martha McMillan Roberts

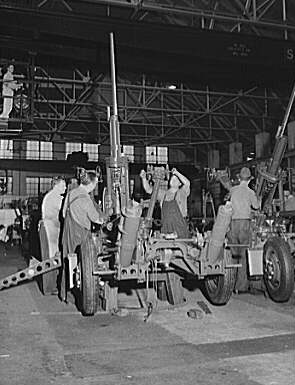
Dokončování montáže 37 mm protiletadlového děla

Martha McMillan Robertsová (1919–1992) byla americká fotografka působící na počátku 20. století, členka společnosti Farm Security Administration.

## Život a dílo
Je známa svými sociálními fotografiemi z doby, kdy byla zaměstnaná u agentury Farm Security Administration. Byla mezi skupinou talentovaných fotografů najatých Royem Strykerem, šéfem FSA v letech 1935–1944, právě v době, která je často nazývána „zlatým věkem dokumentární fotografie”. Společnost FSA byla vytvořena v USA v roce 1935 v rámci New Deal. Jejím úkolem bylo v krizi pomáhat proti americké venkovské chudobě. FSA podporovalo skupování okrajových pozemků, práci na velkých pozemcích s moderními stroji a kolektivizaci. Se vstupem USA do druhé světové války však nastala změna: projekt FSA dostal jiné jméno – Office of War Informations (OWI) – a také jiný program. Ve válce musela propaganda ukazovat, jak jsou Spojené státy silné a ne jaké mají potíže. V roce 1948, kdy FSA zanikla, byla dokonce snaha pořízené dokumenty zničit, aby nemohly být použity pro propagandu komunistickou.

## Sbírky
Díla autorky jsou ve sbírkách Museum of Fine Arts Houston a Losangeleského muzea umění.